# Общ колектор
Общ колектор е една от схемите за свързване на биполярните транзистори.

## Общи сведения
Схема „Общ колектор“ (известна още като „емитерен повторител“) се използва, когато е необходимо голямо входно съпротивление, малко изходно съпротивление или голям коефициент на усилване по ток. Тази схема има голямо усилване по ток, съответно по мощност, но усилването ѝ по напрежение е близко до единица, но по-малко от 1. Тази схема се използва най-често за буферно стъпало.
Изходното напрежение, което се получава на емитера на транзистора е равно на напрежението на базата минус ~0.65V(за NPN силициев транзистор, за PNP – напрежението на емитера е с ~0.65V по-високо от базовото).
Усилването по напрежение на стъпалото, както вече стана ясно, е по-малко от 1. Това е така, защото всеки биполерен транзистор има вътрешно емитерно съпротивление Re, което заедно с товарното съпротивление (RE на картинката) образува делител на напрежение.
Вътрешното съпротивление Re е равно на Vt / Ic, където Vt е равно на 0.026V при стайна температура, а Ic е колекторният ток в милиампери. Резултатът се получава в омове. Нека вземем два примера.
1. При колекторен ток от 1mA, Re = 0.026/0.001 = 26 Ома.
2. При колекторен ток от 10mA, Re = 0.026 / 0.01 = 2.6 Ома.
Сега, нека вземем предвид следните факти:
Изходното напрежение е равно на напрежението на базата минус ~0.65V, разделено на отношението на делителя, образуван от вътрешното емитерно съпротивление на транзистора Re и товарното съпротивление (на схемата – RE). Това може да запишем така:
Vout = (Vb – 0.65) * (RE / (Re + RE))
Ако вземем първият пример, който дадохме, и приемем, че външното емитерно съпротивление RE е равно на 1000 ома, то:
1. При Ic = 1mA, Re = 26 Ома, следователно имаме делител 26/1000 Ома, а усилването по напрежение(за променлив ток) е 1000/1026 = 0.975
2. При Ic = 10mA, Re = 2.6 Ома, следователно имаме делител 2.6/1000 Ома, а усилването по напрежение(за променлив ток) е 1000/1002.6 = 0.997
Вижда се, че коефициентът на усилване на стъпалото, освен, че е по-малък от единица, се променя с колекторния ток на транзистора.
Тъй като колекторният ток се променя с моментото напрежение на сигнала, то така се променя и коефициентът на усилване на стъпалото, което означава, че получаваме и нелинейни изкривявания, при усилване на променливотокови сигнали.

## Предназначение на елементите
Предназначението на елементите в схемата е следното:
Cin, Cout – разделителни кондензатори. Използват се за разделяне на постоянно токовата съставка на сигнала идващ за усилване (най-често от предходно усилвателно стъпало) и за недопускане на такава съставна на изхода.
R1, R2, RE – резистори, задаващи постояннотоковата работна точка на транзистора (усилвателния елемент).

## Параметри на схемата
Входното съпротивление е най-голямо спрямо другите схеми на свързване. Зависи от входното съпротивление на транзистора (четириполюсен параметър с индекс 11), R1, R2 RЕ и коефециента на право предаване за съответния транзистор h21
Изходно съпротивление – минимално. Зависи предимно от вътрешното съпротивление на източника на сигнал и от коефециента на право предаване за съответния транзистор h21.